# Козыревское сельское поселение (Камчатский край)
Козыревское се́льское поселе́ние — муниципальное образование в Усть-Камчатском районе Камчатского края Российской Федерации.
Административный центр — посёлок Козыревск.

## История
Статус и границы сельского поселения установлены Закон Камчатского края от 1 июля 2014 № 474 «О внесении изменений в Закон Камчатской области „Об установлении границ муниципальных образований, расположенных на территории Усть-Камчатского района Камчатской области, и о наделении их статусом муниципального района, сельского поселения“»

## Население
| 2010  | 2012  | 2013  | 2014  | 2015  | 2016  | 2017  |
| ----- | ----- | ----- | ----- | ----- | ----- | ----- |
| 1358  | ↘1334 | ↘1296 | ↘1231 | ↘1225 | ↘1178 | ↘1148 |
| 2018  | 2019  | 2020  | 2021  | 2023  |       |       |
| ↘1102 | ↘1053 | ↘1031 | ↘1014 | ↘960  |       |       |

## Состав сельского поселения
| № | Населённый пункт | Тип населённого пункта          | Население |
| - | ---------------- | ------------------------------- | --------- |
| 1 | Козыревск        | посёлок, административный центр | ↘958      |
| 2 | Майское          | село                            | ↘73       |